# Luísa Rocha

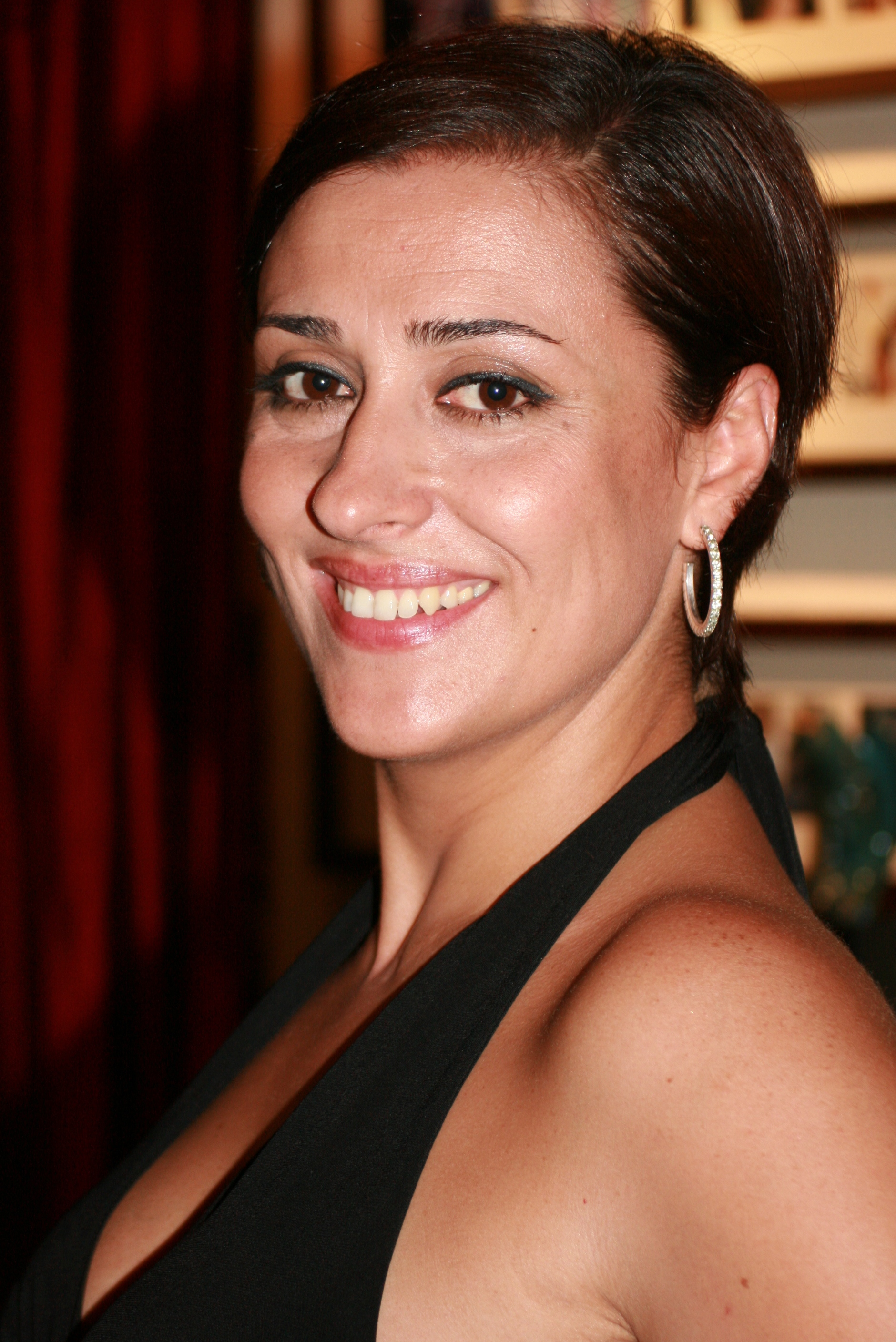
Luísa Rocha

Luísa Rocha é uma fadista portuguesa.

## Biografia
Aos 5 anos de idade começa a cantarolar fado e nas festas escolares e concursos musicais infantis tentava participar sempre a cantar.
Em 2002, após uma paragem de vários anos, motivada por um problema de saúde, recomeçou, no Museu do Fado, a ensaiar com o grande fadista António Rocha. Nessa altura participou, até à final, no concurso de fado em Almada – "Encontros de Fado de Almada", dando-lhe a oportunidade de participar em novos projectos musicais. Fez parte do elenco musical do projecto "Entre Vozes".
Também em 2002, foi convidada pela grande senhora do fado, Alexandra, para fazer parte do elenco do prestigiado "Marquês da Sé" - onde permaneceu durante 3 anos.
Em 2005, foi convidada pelo grande guitarrista Mário Pacheco, para fazer parte do elenco do prestigiado "Clube do Fado".
Participação no álbum Fadário, um projecto com poesia de António Manuel Moraes, e as vozes de Luísa Rocha, Célia Leiria, Diamantina, Joana Amendoeira e Margarida Guerreiro - onde canta 3 fados ("Eu sonho de tudo um pouco", "Era o Fado era o Vinho", e "Homenagem").
Em 2008 Luísa Rocha teve uma pequena participação no filme Amália - O Filme, de Carlos Coelho da Silva, no papel da fadista Ercília Costa, onde é sendo a única fadista a dar voz a um fado.
Em 2011 foi lançado o CD Uma Noite de Amor, com a chancela de David Ferreira Iniciativas Editoriais, que inclui "Dou-te Um Beijo (e Fujo de Ti)", da autoria de Paulo de Carvalho. A produção foi do músico Carlos Manuel Proença.
O seu tema “Quando Chegar A Hora” (letra de António Rocha para o Fado Alexandrino de Joaquim de Campos) foi estreado na BBC3.
Em Setembro de 2015 foi lançado o disco Fado Veneno. O disco, produzido por Carlos Manuel Proença, inclui poemas de Maria de Lourdes de Carvalho, José Carlos Malato, Gonçalo Salgueiro e Nuno Miguel Guedes, entre outros.

## Discografia
- 2011 - Uma Noite de Amor [2]
- 2015 - Fado Veneno [2]